# 1217
1217(천이백십칠)은 1216보다 크고 1218보다 작은 자연수다.

## 수학
- 199번째 소수(素數)다. 앞의 소수는 1213, 다음 소수는 1223이다.
  - 46번째 슈퍼 소수로, 1217의 소수 순번인 199도 소수다. 앞의 슈퍼 소수는 1201, 다음은 1297이다.
  - 19번째 프로트 소수다. 앞의 프로트 소수는 1153, 다음은 1409다.

({\displaystyle 1217=19\times 2^{6}+1})
- 피타고라스 삼조의 빗변의 길이이다. ({\displaystyle 705^{2}+992^{2}=1217^{2}})[a]
- {\displaystyle 1217=16^{2}+31^{2}}
  - 연속하는 두 개의 중심있는 오각수의 제곱합으로 나타낼 수 있으며, 이 성질을 지닌 앞의 수는 292, 다음 수는 3562이다.
- {\displaystyle 78^{4}-1}은 1217로 나누어떨어진다.

## 과학·기술
- NGC 1217: 화로자리 방향에 있는 나선은하.
- 1217 막시밀리아나(영어판): 소행성.
- 코스모스 1217호(영어판): 소련의 인공위성.

## 문화유산
- 대한민국의 보물 제1217호: 신편산학계몽 권중

## 기타
- 날짜: 12월 17일
- 연도: 1217년, 기원전 1217년

## 같이 보기
- 1000